# Lennart Carleson

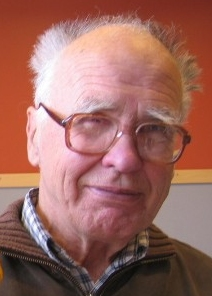
Lennart Carleson

Lennart Axel Edvard Carleson (Stockholm, 18 maart 1928) is een Zweeds wiskundige, die bekendstaat als een leider op het gebied van de harmonische analyse. 

## Leven
Hij was een student van Arne Beurling. In 1950 promoveerde hij aan de Universiteit van Uppsala. Hij is  professor emeritus aan de Universiteit van Uppsala, het Koninklijk Instituut voor Technologie in Stockholm en de Universiteit van Californië in Los Angeles. Tevens is hij van 1968 tot 1984 directeur geweest van het Mittag-Leffler Instituut in Djursholm, even buiten Stockholm. Tussen 1978 en 1982 fungeerde hij als voorzitter van de Internationale Wiskundige Unie.

## Werk
Carleson is er door gebruik te maken van technieken uit de combinatoriek en kansrekening (met name stoptijden) in geslaagd een oplossing te vinden voor onopgeloste vraagstukken in de wiskunde. In de theorie van de Hardy-ruimten bestaat zijn bijdrage onder andere uit de coronastelling (1962) en het vaststellen van de bijna overal convergentie van Fourierreeksen voor kwadratisch integreerbare functies (nu bekend als de stelling van Carleson). Hij is ook bekend om zijn bijdrage aan de maattheorie (Carleson-maten).
In de theorie van de dynamische systemen heeft Carleson aan vraagstukken uit de complexe dynamica gewerkt.
Naast het publiceren van een aantal mijlpaal artikelen heeft Carleson ook twee boeken gepubliceerd: het eerste, een invloedrijk boek over potentiaaltheorie, "Selected Problems on Exceptional Sets" (Geselecteerde problemen over exceptionele verzamelingen" (Van Nostrand, 1967), en het tweede, een boek over de iteraties van analytische functies, Complex Dynamics (complexe dynamica) (Springer, 1993, in samenwerking met T.W. Gamelin).

## Prijzen
In 1992 werd hij bekroond met de Wolf-prijs in de wiskunde. In 2002 kreeg hij de Gouden Lomonosov-medaille van de Russische Academie van Wetenschappen, in 2003 de Sylvester-medaille en in 2006 de prestigieuze Abelprijs voor zijn diepgaande en oorspronkelijke bijdragen aan de harmonische analyse en de theorie van gladde dynamische systemen.
Carleson is lid van de Noorse Academie van Wetenschappen en Letteren.

## Voetnoten
1. ↑  (no) Gruppe 1: Matematiske fag. Norwegian Academy of Science and Letters. Gearchiveerd op 10 november 2013. Geraadpleegd op 7 oktober 2010.